# Honorius de Autun
Honorius de Autun, cunoscut uneori și ca Honorius Augustodunensis, (c. 1080-1154?) a fost un teolog foarte popular din secolul al XII-lea. El a scris despre foarte multe subiecte, într-un mod non-scolastic, cu un stil plin de viață, astfel încât lucrările sale au putut fi accesibile și comunității laice. El a fost, prin urmare, un fel de popularizator al învățăturii epocii.

## Viața
Foarte puțin se cunosc despre viața lui Honorius de Autun. El spune despre sine că este Honorius Augustodunensis ecclesiae presbyteri et scholasticus, dar nimic altceva nu este cunoscut. "Augustodunensis" a fost probabil preluat de la numele localității Autun (Augustodunum), dar identificarea este acum în general respinsă.  Sigur este însă că a fost călugăr și că a călătorit în Anglia, unde a fost pentru o vreme student a lui Anselm de Canterbury. Spre sfârșitul vieții se pare că Honorius de Autun s-a retras la o mănăstire scoțiană din Regensburg, Bavaria.

## Lucrări
Printre lucrările lui Honorius de Autun se numără:
- Elucidarium: o prezentare a credințelor creștine, pe care Honorius a scris-o în Anglia. Acestă lucrare a fost frecvent tradusă în limbile vernaculare.
- Sigillum sanctae Mariae: un set de lecții despre cum trebuie sărbătorită Adormirea Maicii Domnului, împreună cu un comentariu la Cântarea Cântărilor, pe care o vedea ca fiind în principal despre Fecioara Maria.
- Gemma animae: O tratare alegorică a practicilor liturgice.
- Un comentariu la Cântarea Cântărilor, (păstrat într-un manuscris de la aprox. 1170).[2]
- Un lung comentariu la Psalmi.
- Clavis physicae, prima parte (1-315) este un rezumat al primelor patru cărți ale lui  Ioan Scotus Erigena Periphyseon (De divisione naturae), iar cea de-a doua parte (316-529) este o reproducere a celei de-a cincea cărți.
- De luminaribus ecclesiae: o bibliografie a autorilor creștini, care se încheie cu o listă de douăzeci și una de lucrări proprii.

Cea mai importantă lucrare a lui Honorius de Autun a fost Imago mundi, o enciclopedie de cosmologie și geografie, combinată cu o cronică a istoriei lumii. Acesta a fost tradus în mai multe limbi vernaculare și a fost foarte populară în întreaga perioadă medievală. 